# Mud Corner Cemetery
Mud Corner Cemetery is een Britse militaire begraafplaats met gesneuvelden uit de Eerste Wereldoorlog, gelegen in de Belgische gemeente Komen-Waasten. De begraafplaats ligt ongeveer 2,1 km ten noordoosten van het dorpscentrum van Ploegsteert, aan de noordelijke rand van het Ploegsteertbos. Ze werd ontworpen door George Goldsmith en wordt onderhouden door de Commonwealth War Graves Commission. Deze kleine begraafplaats heeft een onregelmatige grondplan met een halfcirkelvormige uitstulping aan de zuidkant van het terrein, waarin het Cross of Sacrifice staat. In de onmiddellijke omgeving liggen ook de Prowse Point Military Cemetery, Ploegsteert Wood Military Cemetery en de Rifle House Cemetery.
Er liggen 85 slachtoffers begraven waarvan 2 niet geïdentificeerde.

## Geschiedenis
Aan de noordelijke rand van het bos van Ploegsteert, was er een wegenkruispunt dat "Mud Corner" werd genoemd omdat deze plek door z'n lagere ligging meestal drassig was.
De Nieuw-Zeelanders gaven deze naam aan de begraafplaats die ze van juni tot december 1917 gebruikten om hun doden te begraven.
Eigenlijk mag men dit een Anzac begraafplaats noemen, omdat de 85 soldaten, behalve één, allemaal Australiërs en Nieuw-Zeelanders zijn. De meeste slachtoffers vielen tijden de maanden juni en juli van 1917, een periode waarin het Anzac Corps de linie en de omgeving aan het versterken was in de nasleep van de Tweede Slag om Mesen. Deze troepen overwinterden hier tussen 1917 en 1918, een periode waarbij ook verschillende doden vielen bij het bezet houden van de loopgraven en het handhaven van de linie. 
Bij de 83 geïdentificeerde doden zijn er 52 Nieuw-Zeelanders, 31 Australiërs en 1 Brit.

## Onderscheiden militairen
- compagnie sergeant-majoor Stanley Robinson en sergeant James Henry Frew, beide van het Auckland Regiment, N.Z.E.F. werden onderscheiden met de Distinguished Conduct Medal (DCM). Laatstgenoemde diende onder het alias James Henry Francis.
- sergeant Samuel Alfred Crowhurst en soldaat Reginald McDivitt, beide van het Auckland Regiment, N.Z.E.F. ontvingen de Military Medal (MM).